# Свердловка (Алтинсаринський район)
Свердло́вка (каз. Свердлов) — село у складі Алтинсаринського району Костанайської області Казахстану. Адміністративний центр та єдиний населений пункт Свердловського сільського округу.
Населення — 880 осіб (2021; 1020 у 2009, 1216 у 1999, 1409 у 1989).